# Tratado de Arrás (1482)

Borgoña en 1477

Reparto de las tierras borgoñonas entre Francia y los Habsbugo entre 1477 y 1493.

El Tratado de Arrás se firmó en la ciudad francesa de Arrás, capital de la región histórica francesa del Artois, hoy en día perteneciente al departamento de Pas-de-Calais. Lo rubricaron en dicha ciudad el 23 de diciembre de 1482 el rey Luis XI de Francia y el archiduque Maximiliano I de Habsburgo, en calidad de heredero de los Países Bajos Borgoñones, en el curso de la guerra de Sucesión de Borgoña, desatada por la crisis de la sucesión de Borgoña.
Este fue uno de los muchos textos que intentaron resolver la sucesión de Carlos el Temerario. El tratado finalizó la guerra de Sucesión de Borgoña (1477-1482).

## Contexto
Durante la Guerra de Sucesión de Borgoña, Luis XI realizó objeciones y planeó casar al delfín con la hija de María de Borgoña  y Maximiliano, Margarita de Austria, nacida el 10 de enero de 1480. El 21 de agosto de 1480, se concluyó una nueva tregua. Esta duró hasta  6 de 1482 Las negociaciones comenzaron en Arras: el rey francés las seguía diariamente desde la ciudad de Tours.
María de Borgoña murió de una caída del caballo el 27 de marzo de 1482. Mermado política y emocionalmente por esta muerte, Maximiliano, que no tenía la legitimidad adecuada en los Países Bajos, fue convocado en abril por los estados de Flandes, Henao, Brabante y Holanda para negociar. Los estados de Flandes estaban ansiosos por reducir la autoridad de Maximiliano y listos para abandonar el Artois al rey. Philippe de Commynes incluso les atribuyó haber estado dispuestos a ceder al rey «tous les sujets de cette maison qui sont de [angue française» [todos los súbditos de esta casa que sean de habla francesa], es decir, también el Hainaut y Namur. El 28 de julio de 1482, después de la caída de la ciudad de Aire, el rey de Francia volvió a apoderarse de todo el Artois.
Maximiliano finalmente aceptó que el ducado de Borgoña, el condado de Boulogne y las ciudades del Somme (Picardía) no fueran mencionados en el tratado. También accedió a que el acuerdo no mencionase el derecho de las mujeres.
Al no haber podido llevar a buen fin el juicio póstumo al Temerario por lesa majestad, y así poder recuperar el conjunto de sus feudos vasallos de la corona por medios legales, Luis XI vio en la muerte de María de Borgoña la oportunidad de lograr ese objetivo por la fuerza y la astucia. Confiando en los tres miembros del condado de Flandes, mantuvo una fuerte presión sobre el archiduque Maximiliano mientras lanzaba sus tropas para conquistar el Artois y el Franco Condado. Las operaciones militares atascadas a ambos lados, les obligaron a intentar resolverlo tratando.

## Disposiciones
El tratado de Arras se firmó el  23 de diciembre de 1482 y fue jurado por el rey en 1 de 1483 en Plessis. En todo el reino se encendieron hogueras de alegría.
Luis XI, en una posición de fortaleza, pudo legalizar su ocupación al imponer el matrimonio de la archiduquesa Margarita, hija de Maximiliano y de María de Borgoña con su propio hijo, el delfín Carlos. La novia, joven, fue entregada a Francia con la dote de todas las tierras borgoñonas ocupadas por Francia:
- el condado de Artois;
- el condado de Auxerre;
- el condado de  Borgoña;
- el condado de  Charolais;
- el condado de  Mâcon;
- la castellanía de Bar-sur-Seine;
- los señoríos de Château-Chinon, de Chaussin, de Laperrière, de Noyers y de Salins.

El ducado de Borgoña y las ciudades del Somme (Picardía) no se mencionan en el tratado.
El resto de Flandes —ducados de Brabante, de Limburgo, de Luxemburgo, condados de Flandes, de Henao, de Namur, de Holanda y de Zelanda—, se garantizaron al archiduque Felipe, siempre que este último rindiese homenaje al rey de Francia por el condado de Flandes. El rey reafirmó su derecho a redimir a Flandes gallicante (ciudades y castellanías de  Lille, Douai y Orchies y también el Tournaisis), de conformidad con los acuerdos que databan del matrimonio de Felipe el Atrevido.
Se estipuló que si Francia cancelaba el matrimonio al llegar la mayoría de edad de los cónyuges, o si la pareja no tenía hijos, devolvería la dote de Margarita a su hermano Felipe o a sus descendientes, sujeto, una vez más, al homenaje al rey de Francia por las tierras vasallas de la corona.

## Posterioridad
En 1483, Margarita dejó Flandes para ser entregada al rey de Francia, quien se encargaría de la educación de la archiduquesa. Estos esponsales se anularán finalmente, ya que Carlos VIII prefirió la mano de Ana, duquesa heredera de Bretaña y el tratado de Senlis (1493) reguló las modificaciones engendradas por esta ruptura.